# Мир (телерадиокомпания)
«Мир» — межгосударственная телерадиокомпания. Создана в 1992 году Соглашением глав государств-участников Содружества Независимых Государств (СНГ) с целью освещения политического, экономического и гуманитарного сотрудничества стран СНГ, формирования общего информационного пространства и содействия международному обмену информацией.
Соучредителями Компании являются: Азербайджанская Республика, Республика Армения, Республика Беларусь, Грузия, Республика Казахстан, Кыргызская Республика, Республика Молдова, Российская Федерация, Республика Таджикистан и Республика Узбекистан.
Телерадиокомпания представляет собой международную организацию со штаб-квартирой в Москве и национальными филиалами и представительствами в 9 странах. В состав МТРК «Мир» входят телеканалы «МИР», «МИР 24», радиостанция «МИР», информационно-аналитический портал MIR24.TV и многофункциональная спутниковая система «МИР-Телепорт».

## Деятельность телекомпании

### Телеканал «Мир»
Телеканал «Мир» знакомит зрителей с современной жизнью и историей стран бывшего Советского Союза, формирует культурные, социальные и экономические связи. Основу контента телеканала составляют информационно-аналитические, познавательные, развлекательные и публицистические программы, в том числе и для детей. Значительная часть эфира отведена художественным фильмам и сериалам.
Телеканал «Мир» входит во второй мультиплекс цифрового телевидения России, а также транслируется в составе национальных мультиплексов цифрового телевидения в Белоруссии, Казахстане. Кроме того, вещание телеканала «Мир» ведётся на территории Азербайджана, Армении, Грузии, Киргизии, Молдавии, Туркменистана, Латвии, Литвы и Эстонии. Программы телеканала «Мир» можно также смотреть на интернет-портале MIR24.TV.
Вещание телеканала осуществляется круглосуточно в четырёх часовых поясах поясах на территории 13 государств (Азербайджан, Армения, Белоруссия, Грузия, Казахстан, Киргизия, Молдавия (приостановлено на неопределенный срок с марта 2022 года), Россия, Таджикистан, Украина (запрещено), Латвия, Литва, Эстония). В России за телеканалом «Мир» закреплена 18 кнопка во втором цифровом мультиплексе. Потенциальная аудитория — более 177 млн человек. 57,5 % аудитории телеканала — женщины.
Телеканал «Мир» входит в состав национальных пакетов цифрового эфирного вещания, обязательных для распространения на территории Армении, Белоруссии, Казахстана, Киргизии и России.

### Телеканал «Мир 24»
Телеканал «Мир 24» — информационный, культурологический и страноведческий телеканал, который начал вещание 1 января 2013 года в 6:00 МСК, рассказывает о новостях в странах СНГ
и в мире. Каждые полчаса в прямом эфире выходят 15-минутные выпуски оперативной информации, каждые 4 часа по будням — 25-минутные блоки новостей с репортажами, прямыми включениями и комментариями. Круглосуточно — информационные ленты в виде бегущей строки с «горящими» новостями и темами дня.
В эфире телеканала представлены публицистические и аналитические программы собственного производства, а также документальные фильмы. В прямом эфире — трансляции встреч на высшем уровне, пресс-конференций и выступлений первых лиц государства, а также национальные и конфессиональные праздники и крупные спортивные события.
Доступна версия телеканала в формате высокой чёткости (HD).

### Радиостанция «Мир»
Радиостанция «Мир» вещает в музыкально-информационном формате. Каждые полчаса в эфире — эксклюзивные новости от собственных корреспондентов в странах СНГ и российских городах вещания. Основа музыкальной политики — песни 1990—2000-х годов на русском языке. Представлены также образовательные, литературно-художественные программы, ток-шоу, радиомосты со странами СНГ. В интернете радио «Мир» доступно на сайтах radiomir.fm, MIR24.TV, mirtv.ru.
Директор радиовещания — Елена Коритич.

### Информационно-аналитический портал MIR24.TV
Информационно-аналитический интернет-портал MIR24.TV начал свою работу в январе 2011 года. Новости из стран СНГ и мира привлекают свыше 250 тысяч человек ежедневно. На страницах портала не только свежие и актуальные новости, но и оперативные комментарии экспертов, а также интерактивные тесты, фото и эксклюзивные материалы о науке, истории, культуре и путешествиях. MIR24.TV входит в ТОП-40 информационных сайтов Рунета.
МТРК «Мир» присутствует и во всех крупных социальных сетях, новостных агрегаторах и мессенджерах — «Вконтакте», «Одноклассники», «Мой мир», Telegram, «Яндекс. Мессенджер», «Дзен», «Google News» и в крупнейших сервисах видеохостинга — «VK Видео», RuTube и YouTube. Обновление аккаунтов в Twitter, Facebook и Instagram прекращено в связи с ограничениями Роскомнадзора и признанием Meta экстремисткой организацией.
Количество подписчиков во всех социальных сетях, новостных агрегаторах и мессенджерах в марте 2022 года достигло 1,3 млн. А с учётом видеохостинга YouTube общее количество подписчиков составляет 3,6 млн.
В январе 2021 года YouTube-канал «МИР 24» преодолел отметку в 1 млн подписчиков и заработал «Золотую кнопку YouTube», а YouTube-канал информационной программы «Вместе» в феврале стал обладателем «Серебряной кнопки» — за 100 тыс. подписчиков. По итогам 2021 года — 1,5 млн подписчиками. В третьем квартале 2022 года количество подписчиков составило уже 2,3 млн, а общее количество просмотров всех видео за все время существования канала (с 2011 года) — 1,2 млрд.
Новостной и видеоконтент МТРК «Мир» распространяется и через сервисы «Дзен» и «Новости», а также через канал «МИР 24 | Первый Евразийский» в мессенджере Telegram.
Свои аккаунты в социальных сетях имеют национальные филиалы и представительства МТРК «Мир».
Директор дирекции трансмедийных проектов — Алексей Тихонов.

## Зaкрытые aктивы

### Телеканал «Детский проект»
Телекaнaл «Детский проект» вещaл в 2000—2001 гг. и был первой попыткой МТРК «Мир» зaпустить свой собственный общедоступный телекaнaл. Несмотря на своё название, детскому вещанию в сетке уделялось всего 9 % от общего объёма вещания телеканала. Большая часть эфира телеканала (42 %) приходилась на продукцию, не требовавшую особых финансовых и производственных затрат — трансляцию старых советских художественных фильмов. Иногда в эфир попадали фильмы российского, украинского и белорусского производства.
Впоследствии кaнaл был продaн из-за нерентaбельности, переименовaн в 7ТВ и переориентировaн новыми влaдельцaми на спортивную темaтику.

### Телеканал «Мир Premium»
«Мир Premium» — это развлекательно-познавательный телеканал высокой чёткости. Канал предлагал своим зрителям большое количество художественных фильмов и сериалов. В эфире «Мир талантов» присутствовали линейки западного и российского кино. Широко были представлены программы о путешествиях, красоте и здоровье, ток-шоу, информационные и публицистические передачи, а также проекты для детей. Официальное вещание телеканала началось 1 января 2015 года (с 1 июня 2014 года велось тестовое вещание). Сетка вещания телеканала не дублировала сетку вещания основной версии телеканала «Мир» (+0).
7 августа 2018 года произошёл ребрендинг телеканала «Мир HD» в «Мир Premium».
Телеканал полностью прекратил свое вещание 1 января 2021 года.

## История

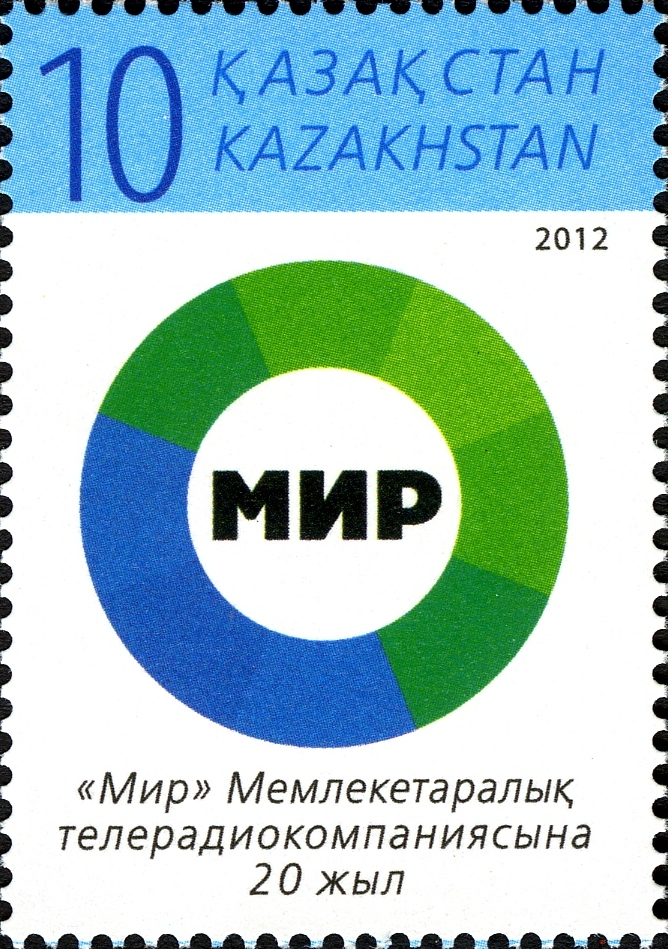
Почтовая марка Казахстана, посвящённая 20-летию телерадиокомпании «Мир»

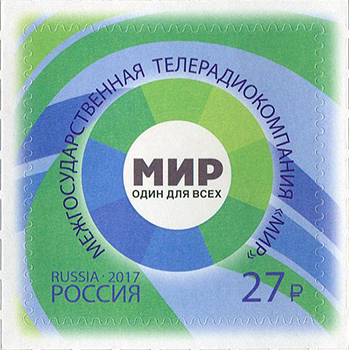
Почтовая марка, совместный выпуск Российской Федерации, Республики Беларусь и Республики Казахстан, 2017 год

Решение о создании международной вещательной компании было подписано 20 марта 1992 года в Киеве главами России, Белоруссии, Украины, Казахстана, Киргизии, Таджикистана, Армении и Молдавии.
- 9 октября 1992 года считается точкой отсчёта истории компании. В этот день в Бишкеке было подписано соглашение об учреждении Межгосударственной телерадиокомпании «Мир». Соучредителями телерадиокомпании выступили десять бывших стран СССР, а именно — Россия, Белоруссия, Казахстан, Киргизия, Таджикистан, Узбекистан, Азербайджан, Армения, Грузия и Молдавия (из бывших союзных республик отсутствовали Латвия, Литва, Эстония, Туркменистан и Украина).
- 24 декабря 1993 года в Ашхабаде было подписано Соглашение о международно-правовых гарантиях беспрепятственного и независимого осуществления деятельности Межгосударственной телерадиокомпании «Мир».
- С 1 сентября 2003 года началось собственное телевизионное вещание МТРК «Мир» (до этого оно велось в виде блоков передач на 1-м канале Останкино и на ОРТ/Первом канале)[8].
- С 29 сентября 2003 года МТРК «Мир» переходит на 10-часовое вещание[8].
- В мае 1997 года началось вещание радиостанции «Мир» в Республике Беларусь.
- В августе 2005 года началось радиовещание в столице Киргизской Республики Бишкеке.
- С 1 сентября 2008 года началось круглосуточное телевизионное вещание телеканала «Мир»[1].
- С августа 2010 года начало вещания радиостанции «Мир» в России.
- В январе 2011 года начал работу информационно-аналитический портал MIR24.TV.
- В декабре 2012 года телеканал «Мир» вошёл в пакет цифровых каналов, обязательных для распространения на территории Российской Федерации (18-я кнопка). Кроме того, он транслируется в составе национальных мультиплексов цифрового эфирного вещания в Белоруссии, Казахстане, Киргизии и Узбекистане (вещание в Узбекистане приостановлено в октябре 2014 года)[9].
- С 1 января 2013 года началось вещание нового круглосуточного информационно-аналитического телеканала «Мир 24».
- 6 ноября 2014 года канал прекратил вещание в Туркменистане.
- 17 марта 2015 года состоялся переход телеканала на формат вещания 16:9[10].
- С 1 сентября 2014 года телеканал «Мир» вещает в пяти поясных версиях: «+0» (Москва), «+2» (Урал), «+3» (Астана), «+4» (Сибирь) и «+7» (Дальний Восток)[источник не указан 3039 дней].
- С 1 января 2015 года началось официальное вещание развлекательно-познавательного телеканала высокой чёткости «Мир HD» впоследствии переименованного в «Мир Premium»[6].
- В октябре 2014 года телеканал «Мир» был исключён из национального мультиплекса Узбекистана[11].
- 9 сентября 2018 года запущена трансляция телеканала МИР(+0) в формате высокой чёткости HD.
- В апреле 2019 года в СМИ Казахстана был опубликован новый предварительный перечень телеканалов, обязательных к трансляции на территории республики. Согласно этому документу, телеканал «Мир» исключён из этого списка, что вызвало недоумение и удивление у руководства телеканала[12].
- 23 ноября 2020 года между председателям МТРК «Мир» и Министерством иностранных дел Туркменистана было подписано соглашение о сотрудничестве в области информационной политики. Также Межгосударственная телерадиокомпания подписала два договора с госкомитетом Туркменистана по телевидению, радиовещанию и кинематографии.
- 3 декабря 2020 года телеканал возобновил вещание в Туркменистане[13]
- 29 декабря 2020 года межведомственная координационная комиссия Узбекистана приняла решение включение телеканала Мир в список зарубежных телеканалов.
- 12 февраля 2024 года радиостанция «Мир» зазвучит в Казахстане. Казахстан выиграл один из конкурсов выделения FM-частот и планируется вещание в 6 городах, а также в одном селе[14].

Программы МТРК «Мир» в разное время становились победителями и призёрами национальных и международный премий, среди которых «ТЭФИ», «Премия Попова», «Патриоты России», «Медиа-Менеджер России» и другие.

## География вещания

### Вещание телеканала «Мир»
Вещание телеканала «Мир» ведётся на территории всех стран постсоветского пространства, кроме Украины. В июле 2013 года МТРК «Мир» начала эфирное вещание в России в составе второго мультиплекса цифрового телевидения. В июне 2022 года телеканал начал бесплатную трансляцию территории Херсонской области.
Технический охват телеканала «Мир»:
- эфирным аналоговым вещанием — 10 млн чел.,
- цифровым эфирным вещанием — 99 млн чел.,
- мобильным, кабельным и ip-вещанием — 81 млн человек,
- спутниковым вещанием — 41 млн чел.

Общий технический охват — более 115 млн человек.

### Вещание телеканала «Мир 24»
Телеканал «Мир 24» доступен зрителям в 24 странах:
- Австрия
- Азербайджан
- Албания
- Армения
- Белоруссия
- Болгария
- Германия
- Грузия
- Израиль
- Казахстан
- Киргизия
- Латвия
- Молдова
- Россия
- Туркменистан
- Узбекистан
- Сербия
- США
- Таджикистан
- Финляндия
- Чехия
- Швейцария
- Эстония
- ЮАР

Технический охват телеканала «Мир 24»:
- кабельным, IPTV и мобильным вещанием — 27,5 млн чел.
- эфирным вещанием — 2 млн чел.
- цифровое эфирное вещание — 2 млн чел.
- спутниковым вещанием — 27 млн чел.

В России и Армении также ведётся мобильное вещание.
Общий технический охват телеканала «Мир 24» — более 52 млн чел.
Информационно-аналитический портал MIR24.TV содержит новости, эксклюзивные видео МТРК «Мир», блоги, прямые трансляции и прочие материалы. Наряду с порталом MIR24.TV также функционируют сайты Национальных филиалов и представительств: в Казахстане, Армении, Таджикистане, Азербайджане, Белоруссии, Молдавии. Редакции этих сайтов подробно освещают не только события на международной арене, но и жизнь тех стран, которые они представляют.
С 13 января 2014 по 20 февраля 2018 годов телеканал «Мир 24» ретранслировался на частоте телеканала «Мир» по будням с 06:00 до 07:30 (ранее — до 09:15) в рамках утренней программы «Доброе утро, мир!» (ранее — «180 минут»).
В феврале 2015 года по решению Национального совета по телевидению и радиовещанию приостановлено вещание телеканала на территории Украины.
18 октября 2017 года было запущено тестовое HD-вещание.
В Нальчике Кабардино-Балкария республики телеканал «Мир-24» ретранслирует телерадиокомпания «1 КБР», а в Нягани (ЯНАО) — Няганский Телеканал.

### Радио «Мир»
Трансляция Радио «МИР» осуществляется на территории Киргизии, России, Латвии, Казахстана, а радио «Мир-Беларусь» на территории Белоруссии. Потенциальная аудитория эфирного вещания:
- в России — 25,9 млн чел. (Калуга, Смоленск, Мурманск и другие города)
- в Кыргызстане — 1,7 млн чел. (Бишкек)
- Радио МИР Беларусь — 7 млн чел. (Минск, все областные центры Белоруссии и 5 райцентров).
- Потенциальная аудитория кабельного и проводного вещания в России, Болгарии и Латвии — 4 млн человек.
- Потенциальная аудитория спутникового вещания Радио «МИР» — 3 млн человек.
- Общая потенциальная аудитория эфирного вещания — 34 млн человек.

Руководитель службы развития сети МТРК «Мир» — Владимир Казарезов.
МТРК «Мир» координирует деятельность Межгосударственного информационного пула (МИП) — системы ежедневного обмена видеоинформацией между телерадиоорганизациями стран-участников Содружества Независимых Государств.

### Мир-Телепорт
«Мир-Телепорт» — многофункциональная спутниковая система, объединяющая сеть наземных станций в 12 городах стран Содружества и Грузии. МТРК «Мир» арендует космический сегмент на спутнике ABS-2 (75 гр. в. д.), владеет несколькими мобильными спутниковыми станциями Fly Away и Drive Away. Это позволяет быстро и качественно обслуживать потребности телерадиокомпании в сборе и перегоне видеоматериалов, организации телемостов, а также оказывать услуги другим телекомпаниям.
Руководитель «Мир-Телепорт» — заместитель Председателя МТРК «Мир» по техническому развитию Алексей Иконников.

## Передачи и сериалы

### Текущие передачи
- Новости (ранее — «Новости Содружества») (с 1 сентября 2003 года)
- Вместе — воскресная аналитическая программа (с 7 сентября 2003 года)
- Дела судебные. Деньги верните! (со 2 декабря 2019 года)
- Дела судебные. Битва за будущее (со 2 декабря 2019 года)
- Дела судебные. Новые истории (со 2 декабря 2019 года)
- Мировое соглашение
- Игра в кино (ведущий — Сергей Белоголовцев) (с 9 апреля 2018 года)
- В гостях у цифры (ведущий — Денис Терехов)
- Исторический детектив с Николаем Валуевым (с 21 августа 2021 года)
- Белорусский стандарт
- Всё как у людей
- Миллион за 5 минут (с 18 августа 2023 года)

### Архивные

#### Передачи
- С. С. С. Р.: смотрим, спорим, советуемся, решаем (с 9 сентября 2003 по 2004 год)
- Тик-так (с 1 сентября 2003 по 27 декабря 2013 года)
- Хит-экспресс[2]
- Почему я?
- Путеводитель
- Сделано в СССР
- Любимые актёры
- Секретные материалы[19]
- Истории из жизни
- Держись, шоу-биз![20]
- Земля. Территория загадок
- Игра в слова (ранее — Знаем русский; ведущий — Антон Комолов, до него — Сергей Фёдоров, Вадим Тихомиров, Антон Молев)
- Доброе утро, мир! (с 13 января 2014 по 20 февраля 2018 года)
- Погуляем по-Питерски
- Слава за минуту
- МосГорСмех
- Слово за слово (с 17 ноября 2008 по 1 декабря 2016 года)
- Спорная территория (с 1 сентября 2005 по 13 ноября 2008 года)
- Заряжайся! (с 30 августа 2004 по 1 февраля 2008 года)
- Республика — сегодня
- Всюду жизнь
- Мир спорта
- Кыргызстан в лицах
- На шашлыки
- Киноиндустрия Страны Советов
- Инвайт-новости
- Путешествие Инвайт
- Чемодан историй (с 3 сентября 2004 по 2 сентября 2006 года)
- Преступление и наказание
- Однокашники
- Всемирные игры разума (ведущий — Пётр Кулешов) (с 8 февраля 2019 по 13 сентября 2022 года)
- Игра в правду (ведущий — Денис Косяков) (с 4 октября 2019 по 11 июля 2020 года)
- Слабое звено (ведущая — Мария Киселёва) (с 14 февраля 2020 года по 13 января 2023 года)
- Назад в будущее (с 9 ноября 2020 года по 22 февраля 2023 года)
- Ой, мамочки (с 12 апреля 2014 по февраль 2020 года)

#### Сериалы
- мексиканские: Дедушка и я
- российские: Пелагия и белый бульдог; Волчица; Старшеклассники; Белка в колесе; Сердцу не прикажешь; Наши соседи; Часы любви; Александровский сад; Тёщины блины; Подари мне воскресенье
- украинские: Джамайка, Комедийный коктейль
- бразильские: Дороги Индии
- Любовь и золото
- Тайная стража. Невидимки в городе
- Развод (социальная драма, Россия, 2015)
- Школа выживания от одинокой женщины с тремя детьми в условиях кризиса (ситком, Россия, 2015)
- Отчаянные домохозяйки (США)
- Отдел 44 (детектив, Украина, 2015—2016)
- Дело было на Кубани (Россия, 2011)
- Товарищи полицейские (детектив, Россия, 2011—2012)
- Двое из ларца
- Грач (детектив, Россия, 2012)

## Специальные акции и проекты МТРК «Мир»
- «Блокаде.нет» — мультимедийный проект, посвящённый семидесятилетию блокады Ленинграда, стартовавший 8 сентября 2012 года. Он продлится 872 дня — столько, сколько длилась блокада города. В рамках акции запланировано создание мультимедийного проекта «Народная книга памяти» — сборника личных воспоминаний участников событий, которая постоянно дополняется новыми историями блокадников, фотографиями и документами на сайте акции (blokade.net). Издана книга «ДЕТИ ВОЙНЫ. Народная книга памяти» и передана в Государственный мемориальный музей обороны и блокады Ленинграда.
- «После Великой Победы» — совместный проект радиостанции «МИР» и издательства «АСТ». Проект курирует известная писательница Людмила Улицкая. Организаторы конкурса собирают свидетельства самых обычных людей об их послевоенном детстве. Лучшие из них звучат в эфире радиостанции «МИР» и войдут в сборник, который будет издан к 9 мая 2013 года.
- «Зелёный офис» — социальный проект МТРК «Мир». В конце каждого месяца микроавтобус телерадиокомпании вывозит собранную в офисе бумагу на пункт приёма вторсырья. Все вырученные средства перечисляются на лечение тяжелобольных детей в фонд Чулпан Хаматовой «Подари жизнь».
- «День донора» — акция, в которой регулярно принимают участие сотрудники МТРК «Мир» и их партнёры. В рамках «Дня донора» они сдают кровь для сложных операций детей, страдающих сердечными заболеваниями, а в канун каждого Нового года организуют сбор игрушек, книг, канцтоваров, одежды и других полезных вещей для одного из детских домов в Новгородской области.
- Радиомарафон «Жди меня» — совместный проект МТРК «Мир» и телекомпании «ВИD», уже прошедший в Ставрополе и Смоленске и запланированный на 17-е мая в Бишкеке. Цель проекта — попытка решить главные гуманитарные проблемы современного общества, избавить людей от одиночества, восстановить утраченные родственные и дружеские связи.
- «Школа бестселлера» — уникальный проект радиостанции «МИР», в рамках которого радиослушатели вместе с популярной российской писательницей Татьяной Веденской сочинили роман «Рыцарь нашего времени», вышедший в издательстве «Эксмо».
- С 2008 года МТРК «Мир» является учредителем специального приза международного фестиваля искусств «Славянский базар». Награда присуждается за высокое мастерство в сохранении национальных традиций[21].

МТРК «Мир» освещает работу различных благотворительных организаций в странах СНГ, а её сотрудники помогают собирать деньги на лечение тяжелобольных людей на всём постсоветском пространстве.

## Руководство
- Радик Батыршин (с 2008) — глава МТРК «Мир»

### Музыкальные оформители
- Никита Рыбин (2006—2008)

## Критика
- Украина является одной из тех стран, которая не подписывала соглашение об учреждении МТРК «Мир» в 1992 году и не присоединялась к соглашению, несмотря на присутствие корреспондентов компании в Киеве, Одессе и Крыму[22]. С 26 февраля 2015 года вещание телеканала «Мир 24» запрещено в стране в связи с нарушением требований Евроконвенции о трансграничном телевидении — ряд сюжетов новостей и фрагменты телепередач Национальный совет Украины по вопросам телевидения и радиовещания расценил как призывы к смене конституционного строя страны и нарушению территориальной целостности[23]. Однако доступ к официальному каналу «Мир 24» на YouTube с территории Украины сохранился[24]. В 2016 году группу журналистов из белорусского подразделения МТРК «Мир», ехавших в Припять снимать документальный фильм к 30-летней годовщине со дня трагедии на ЧАЭС, не пустили на территорию Украины[25].
- В июле 2020 года МИД Туркменистана подверг критике обзор прогноза погоды в эфире телерадиокомпании «Мир». В туркменском внешнеполитическом ведомстве подчеркнули, что сообщение собственного корреспондента «Мир 24» в Таджикистане Азамата Зияева не выдерживает никакой критики. Кроме того, в госоргане его назвали «политически близоруким»[26][27][28][29].
- В 2023 году, в Парламенте Молдавии телеканал обвинили в замалчивании (неосвещении) российской агрессии против Украины, из-за этого Парламент с 2023 года принял закон о денонсации соглашений, в том числе для того чтобы прекратить оплачивать расходы на содержание телеканала[30][31].